# Asellus amamiensis
Asellus amamiensis är en kräftdjursart som beskrevs av Matsumoto 1961. Asellus amamiensis ingår i släktet Asellus och familjen sötvattensgråsuggor. Inga underarter finns listade i Catalogue of Life.